# Karen Nystrom
Pour les articles homonymes, voir Nystrom.
Karen Nystrom (née le 17 juin 1969 à Scarborough dans la province de l'Ontario au Canada) est une joueuse de hockey sur glace canadienne.
Avec l'équipe du Canada de hockey sur glace féminin, elle obtient la médaille d'argent olympique aux Jeux olympiques d'hiver de 1998 à Nagano.